# أركارا
أركارا (بالروسية: Архара) هي مدينة في مقاطعة أمور أوبلاست في روسيا.